# Мантикора (фільм)
Мантикора (англ. Manticore) — американський фантастичний бойовик 2005 року.

## Сюжет
В Іраку виявляють печеру в якій зберігається статуя стародавнього чудовиська Мантикори. Це напівлев-напівдракон з хвостом скорпіона. Його оживляють, за допомогою старовинних заклинань. Це чудовисько дуже могутнє, але їм можна керувати за допомогою спеціального чаклунського медальйона, чим і збирається скористатися один місцевий негідник. Вирвавшись на свободу Мантикора починає з особливою жорстокістю вбивати всіх хто їй попадеться. Неподалік знаходиться американська військова частина і командування посилає загін, щоб знищити монстра.

## У ролях
- Роберт Белтран — сержант Бакстер
- Джефф Фейгі — Крамер
- Чейз Мастерсон — Ешлі Пірс
- Гезер Донаг'ю — капрал Кітс
- Фаран Тагір — Умарі
- А.Дж. Баклі — рядовий Саллі
- Джефф М. Льюїс — Ортіс
- Річард Гнолфо — Джон Б'юзи
- Йонас Токінгтон — Моут
- Михаїл Єленов — Фатхі
- Георг Златарьов — Сафа
- Бенжамін Бердік — Райан
- Майкл Корі Девіс — рядовий Девіс
- Едмунд Друілет — серджант Коен
- Владо Мажанаов — Міккі
- Тріп Рід — серджант Гендерсон
- Атанас Сребрев — Чармс